# Andler
Andler is een gehucht in Schönberg, deelgemeente van de stad Sankt Vith in de Belgische provincie Luik.
Andler ligt meer dan twee kilometer ten noordoosten van het dorpscentrum van Schönberg, nabij de grens met Herresbach en Manderfeld. Minder dan een kilometer ten oosten ligt de Duitse grens.
Andler ligt aan de rivier de Our , stroomopwaarts ten opzichte van het centrum van Schönberg.

## Geschiedenis
Tijdens het ancien régime behoorde Andler met Schönberg tot het Keurvorstendom Trier. De Ferrariskaart uit de jaren 1770 duidt hier het gehucht Andeler aan op de linkeroever van de Our.

## Bezienswaardigheden
De Andlermühle, een watermolen op de Our, ligt ten noorden van het gehucht, maar ligt juist buiten de gemeente Sankt Vith in de gemeente Büllingen.

## Verkeer en vervoer
Door Andler loopt de N626 tussen Manderfeld en Sankt Vith.

## Nabijgelegen kernen
Laudesfeld, Auw bei Prüm, Schönberg, Manderfeld, Medendorf
Deelgemeenten: Crombach · Lommersweiler · Recht · Sankt Vith · Schönberg

Overige kernen: Alfersteg · Amelscheid · Andler · Atzerath · Breitfeld · Eiterbach · Emmels (Nieder-Emmels · Ober-Emmels) · Galhausen · Heuem · Hinderhausen · Hünningen · Mackenbach · Neidingen · Neubrück · Neundorf ·  Rödgen · Rodt · Schlierbach · Setz · Steinebrück · Wallerode · Weppeler · Wiesenbach

Belgische gemeenten · Duitstalige Gemeenschap · Arrondissement Verviers · Luik · Wallonië